# Gundlamandikal, Chik Ballapur
Gundlamandikal là một làng thuộc tehsil Chik Ballapur, huyện Kolar, bang Karnataka, Ấn Độ.